# Karol Stanisław Radziwiłł (Großkanzler)

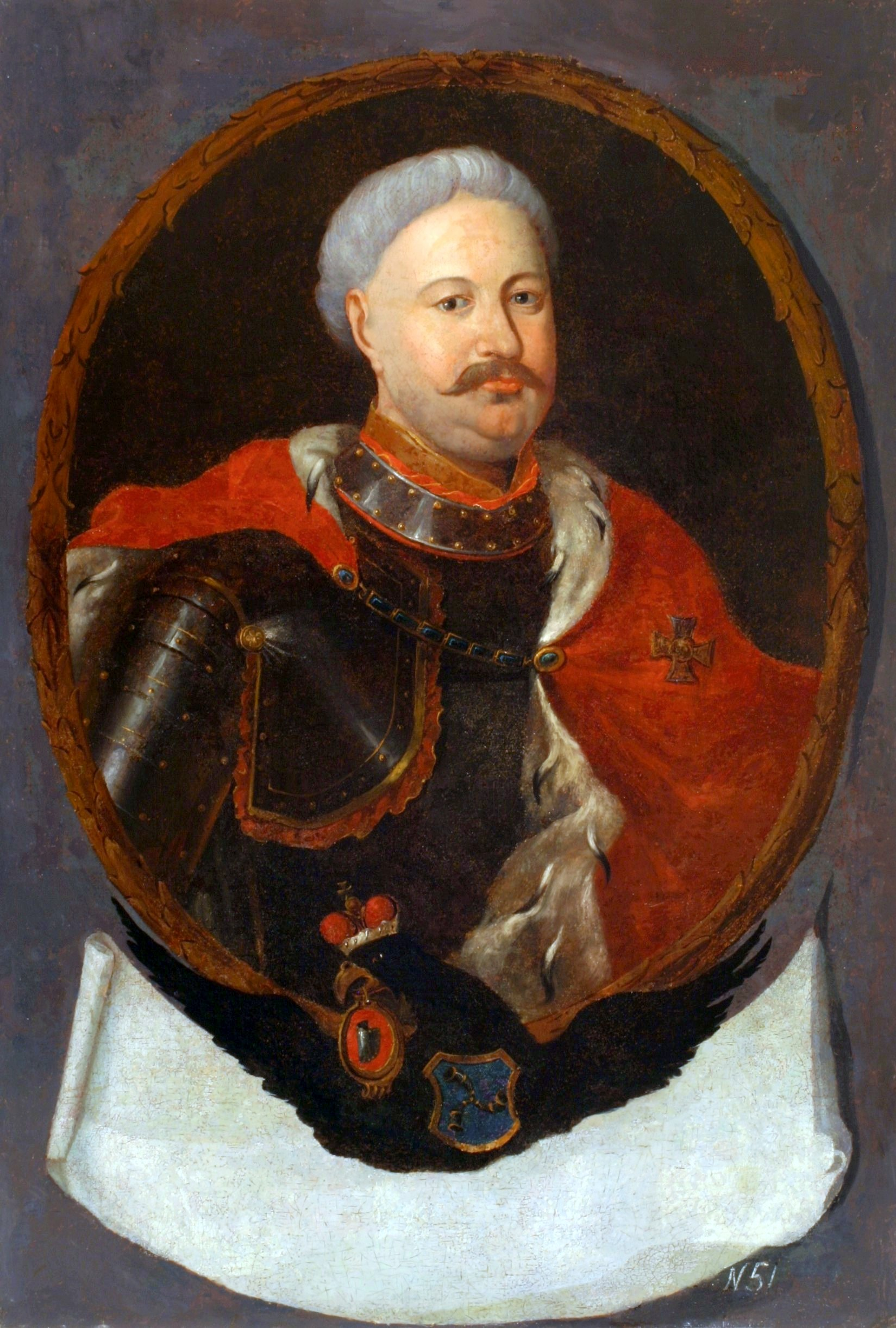
Karol Stanisław Radziwiłł

Fürst Karol Stanisław Radziwiłł (litauisch Karolis Stanislovas Radvila) (* 27. November 1669 in Krakau; † 2. August 1719 in Biała Podlaska) war ein Magnat aus dem Haus Radziwill und Großkanzler von Litauen.

## Familie
Er war ein Sohn von Michael Kasimir Radziwiłł und der Mutter Katarzyna Sobieska. Er selbst heiratete 1691 Anna Katarzyna Sanguszko in Vilnius. Das Paar hatte folgende Nachkommen: Katarzyna Barbara Radziwiłł, Mikołaj Krzysztof Radziwiłł, Michał Kazimierz Radziwiłł, Konstancja Franciszka Radziwiłł, Karolina Teresa Radziwiłł, Tekla Róża Radziwiłł, Anna Aleksandra Radziwiłł, Albrecht Stanislaw Radziwiłł, Krystyna Elena Radziwiłł, Ludwik Dominik Radziwiłł, Stanisław Jerzy Radziwiłł,
Hieronim Florian Radziwiłł. Seine Tochter Thekla heiratete den sächsischen Staatsmann Jakob Heinrich von Flemming.

## Leben
Er war seit 1686 stellvertretender Kanzler von Litauen und seit 1689 Großkanzler von Litauen. Er diente dem König Jan III. Sobieski, der auch sein Onkel war, als Diplomat. Zwischen 1688 und 1689 nahm er am Krieg gegen die Osmanen teil. Er ließ seit 1694 den Palast Radziwill, den heutigen polnischen Präsidentenpalast, umgestalten. Nach dem Tod Sobieskis unterstützte er bei der Königswahl 1697 den französischen Prinzen François Louis de Bourbon, prince de Conti. Letztlich setzte sich aber der Kurfürst von Sachsen August II. durch. Radziwill arrangierte sich mit den neuen Verhältnissen und bemühte sich um funktionierende Beziehungen zum neuen König. Er unterhielt eigene Machtmittel und hatte unter anderem hugenottische Söldner angeworben. Ihm wurde vom litauischen Reichstag im Jahr 1700 die Vormundschaft über die Prinzessin Neuburg übertragen. Die daraus resultierenden Streitigkeiten waren ein Grund für einen Bürgerkrieg in Litauen. Nachdem August II. 1706 während des Großen Nordischen Krieges entthront worden war, galt Radziwill als der reichste Magnat zeitweise als aussichtsreicher Kandidat für dessen Nachfolge. Karl XII. von Schweden entschied sich aber für Stanislaus I. Leszczyński. August II. kehrte 1709 auf den Thron zurück. Der loyale Radziwill verdrängte die oppositionellen Fürsten Sapieha von der Macht. 
Er gehörte dem Orden des weißen Adlers an.